# サン＝ジャン＝ド＝ラ＝クロワ
サン＝ジャン＝ド＝ラ＝クロワ （Saint-Jean-de-la-Croix）は、フランス、ペイ・ド・ラ・ロワール地域圏、メーヌ＝エ＝ロワール県のコミューン。

## 地理
ロワール川南岸に位置するアンジューのコミューンである。アンジェの南約8kmに位置している。

## 歴史
15世紀にクロワ・ド・フォセと呼ばれた村は、サント・ジャンム教区に併合された。現在のコミューンの名称は、教区の守護聖人であった洗礼者ヨハネに由来している。現在レ・ポン＝ド＝セとの間をつなぐリフトは、1695年と1783年に賦役によって建設された。フランス革命時代のコミューン名は、イル・ヴェルト（Île-Verte）であった。

## 人口統計
| 1962年 | 1968年 | 1975年 | 1982年 | 1990年 | 1999年 | 2008年 | 2013年 |
| ------ | ------ | ------ | ------ | ------ | ------ | ------ | ------ |
| 178    | 181    | 178    | 173    | 179    | 239    | 236    | 236    |

参照元:1962年から1999年まで人口の2倍カウントなし。1999年までEHESS/Cassini、2004年以降INSEE